# エジソン・リベイロ
エジソン・リベイロ (Édson Luciano Ribeiro、1972年12月8日- )は、ブラジルの陸上競技選手。2000年シドニーオリンピックの銀メダリストである。

## 経歴
リベイロは、100mを得意とした選手で、1996年アトランタオリンピックから3大会連続してオリンピックに出場。1996年アトランタオリンピックでは、アルナルド・ダ・シルバ、ロブソン・ダ・シルバ、アンドレ・ダ・シルバとともに出場した4×100mリレーでは、カナダ、アメリカに次いで銅メダルを獲得。
リベイロは、4年後の2000年シドニーオリンピックにも、ビセンチ・デ・リマ、クラウディネ・ダ・シルバ、前回大会でもメンバーだったアンドレ・ダ・シルバとともに4×100mリレーに出場。アメリカに次いで銀メダルを獲得した。

## 自己ベスト
- 100m - 10秒14 (1998年)
- 200m - 20秒76 (2000年)

## 主な実績
| 年   | 大会           | 場所                       | 種目         | 結果 | 記録    |
| ---- | -------------- | -------------------------- | ------------ | ---- | ------- |
| 1995 | 世界陸上選手権 | イェーテボリ(スウェーデン) | 4×100mリレー | 6位  | 39.35秒 |
| 1996 | オリンピック   | アトランタ(アメリカ合衆国) | 4×100mリレー | 3位  | 38.41秒 |
| 1997 | 世界陸上選手権 | アテネ(ギリシャ)           | 4×100mリレー | 6位  | 38.48秒 |
| 1999 | 世界陸上選手権 | セビリヤ(スペイン)         | 4×100mリレー | 3位  | 38.05秒 |
| 2000 | オリンピック   | シドニー(オーストラリア)   | 4×100mリレー | 2位  | 37.90秒 |
| 2001 | 世界陸上選手権 | エドモントン(カナダ)       | 4×100mリレー | -    | DNF     |
| 2003 | 世界陸上選手権 | パリ(フランス)             | 4×100mリレー | 2位  | 38.26秒 |
| 2004 | オリンピック   | アテネ(ギリシャ)           | 4×100mリレー | 8位  | 38.67秒 |